# Mellet
Pour les articles homonymes, voir Mellet (homonymie).
Mellet (en wallon Melet ou Melet-dlé-Gochliye) (prononcé [məlɛ] par les locaux ) est un village du Hainaut, se trouvant au nord de la ville de Charleroi. Depuis 1977 il fait administrativement partie de la nouvelle commune des Bons Villers (Région wallonne de Belgique). Il est également surnommé par les habitants des entités avoisinantes le "village des carottes", symbole qui est repris pour les différentes activités qui ont lieu toute l'année dans la bourgade. Ce surnom vient de la culture des carottes qui y est très abondante.

## Étymologie
Le sens de Mellet est incertain et les possibilités sont nombreuses, mais le nom pourrait venir  de l'ancien français meflet ou meslet (s long (f) est la forme ancienne du s minuscule, depuis l'uniformisation de l'écriture par charlemagne on utilisait le s long (f)), ce qui expliquerait l'orthographe meflet du village, que l'on retrouve dans l'ouvrage  "Quartiers généalogiques des familles nobles des Pays-Bas-Tome Premier" à la page 192.
Le nom de l'enclave de Biemelet partagerait la même origine, à laquelle s'ajoute le wallon bié-, lui-même issu du germanique berga (hauteur ou lieu surélevé).
D'autres hypothèses ont cependant aussi été avancées :
- du wallon mèsple (nèfle, lieu où pousse le néflier) ;
- ou encore de melé (miel, jaunâtre, en ancien français) ;
- du latin melum (pomme, lieu où pousse le pommier).

## Géographie

### Hydrographie
Mellet est traversé par le ruisseau Tintia et le ruisseau Villers qui est un des affluents du Tintia,,. Le Tintia se jette dans le Piéton. Il fait partie du bassin de la Meuse. L'altitude de Mellet est de 140 mètres.

## Évolution démographique
- Sources : INS, Rem. : 1831 jusqu'en 1970 = recensements, 1976 = nombre d'habitants au 31 décembre.

## Histoire
Ce village fut offert par les Mérovingiens au chapitre Saint-Ursmer de Lobbes vers la fin du VIIe siècle. Dès le Xe siècle, il entre dans le giron des comtes puis ducs de brabant. Une petite enclave, appelée Biemelet, fut cédée en 1209 par Godefroid, châtelain de Bruxelles, au comte de Namur, Philippe le Noble, mais il ne pouvait y bâtir une forteresse. Les deux fiefs, tant brabançon que namurois passèrent successivement des seigneurs de Melin, issus de ceux d'Houtain, aux Glymes-Berghes au XVe, puis aux Ligne-Arenberg au XVIe.
En 1620, elle fut achetée par le baron Philippe-Philibert de Spanghen, Grand Bailli du Roman-pays de Brabant.
En 1742, Marie-Anne de Spanghen épousa le comte Maximilien-Ferdinand de Clauwez-Briant qui devint seigneur de Mellet et Biemelet, après avoir racheté les fiefs aux créanciers des Spanghen. L'histoire dira que le château était entouré de deux enceintes d'eau. Une ferme appartenait au seigneur du lieu, actuellement attenante. Il existait deux ponts-levis, l'un donnant communication avec la ferme, l'autre y donnant accès. Une chapelle faisait partie de ce manoir et il est encore possible d'en voir l'infrastructure. Un bénéfice y était attaché. Ce petit sanctuaire contenait une cloche qui, d'après la légende, fut enterrée dans la prairie joignant le château, pour échapper au vandalisme lors de la révolution de 1789.
En 1862, la forteresse féodale était déjà devenue propriété communale et avait subi de profondes transformations pour l'aménager en école jusqu'en 1868.
Mellet, village agricole, abritait des fours à chaux. On recensait 8 tuileries, 7 fabriques de chicorée (la dernière ayant fermé ses portes après 1940) et un atelier de boisseau.
En 1977, cinq villages (Frasnes-lez-Gosselies, Mellet, Rèves, Villers-Perwin et Wayaux) se sont réunis pour former la commune des Bons Villers. Mellet était une commune à part entière avant la fusion des communes de 1977.
Aujourd'hui, le bourg a surtout une vocation résidentielle avec ses plus de 2 400 habitants et attire aussi bien des francophones travaillant à Bruxelles, que des néerlandophones.

## Patrimoine
- Une ancienne chaussée romaine sépare Mellet du village voisin de Villers-Perwin. Son tracé en est encore très visible. Celle-ci reliait Bavay à Tongres.
- L'église Saints-Martin-et-Mutien-Marie datant des VIIIe et IXe siècles et se fondant dans la mouvance gothique. L'église est restaurée en 1666, spécialement la tour et d'autres restaurations ont suivit entre autres par l'architecte Mahieu, à la fin du XIXe siècle et vers 1902 avec l'architecte Simon ainsi en 1992 pour l'intérieur et la consolidation de la tour par l'architecte Hanse[4]. Elle abrite un tableau intitulé "La Cène", datant du XVIIe siècle.
- A la rue Burny, se trouve la ferme du Colombier aussi appelée ferme Stouf, dépendant du château de Mellet, construite au milieu du XVIIe siècle[5].
- Ferme du Petit Chassart, 1re tiers du XIXe siècle[6]. Située rue de Fleurus.
- Le donjon de Mellet, seul vestige de l'ancien château médiéval, est aujourd'hui un centre touristique et abrite un musée local orienté sur l'histoire, la fabrication de tuiles et le folklore du village. Datant du XIIIe siècle[7]. Le château est occupé au moyen-âge par les seigneurs de Mellet qui possédait le fief voisin de Biemellet, petite enclave namurois dont la tour est détruite et en ruines au XVIIIe siècle. Occupé successivement par les familles de Glymes, Witthem, de Cro et de Spanghem jusqu'en 1791. Depuis cette date possession des Clauwez-Briant, il est céder par l'administration communale en 1862 jusqu'en 1937[7].
- La maison natale du saint frère Mutien-Marie se trouve derrière la place et l'église.
- La ligne de Tramway Charleroi-Mellet (ligne 60) avait son terminus à Mellet. Le service du tram vicinal fut arrêté en 1957.

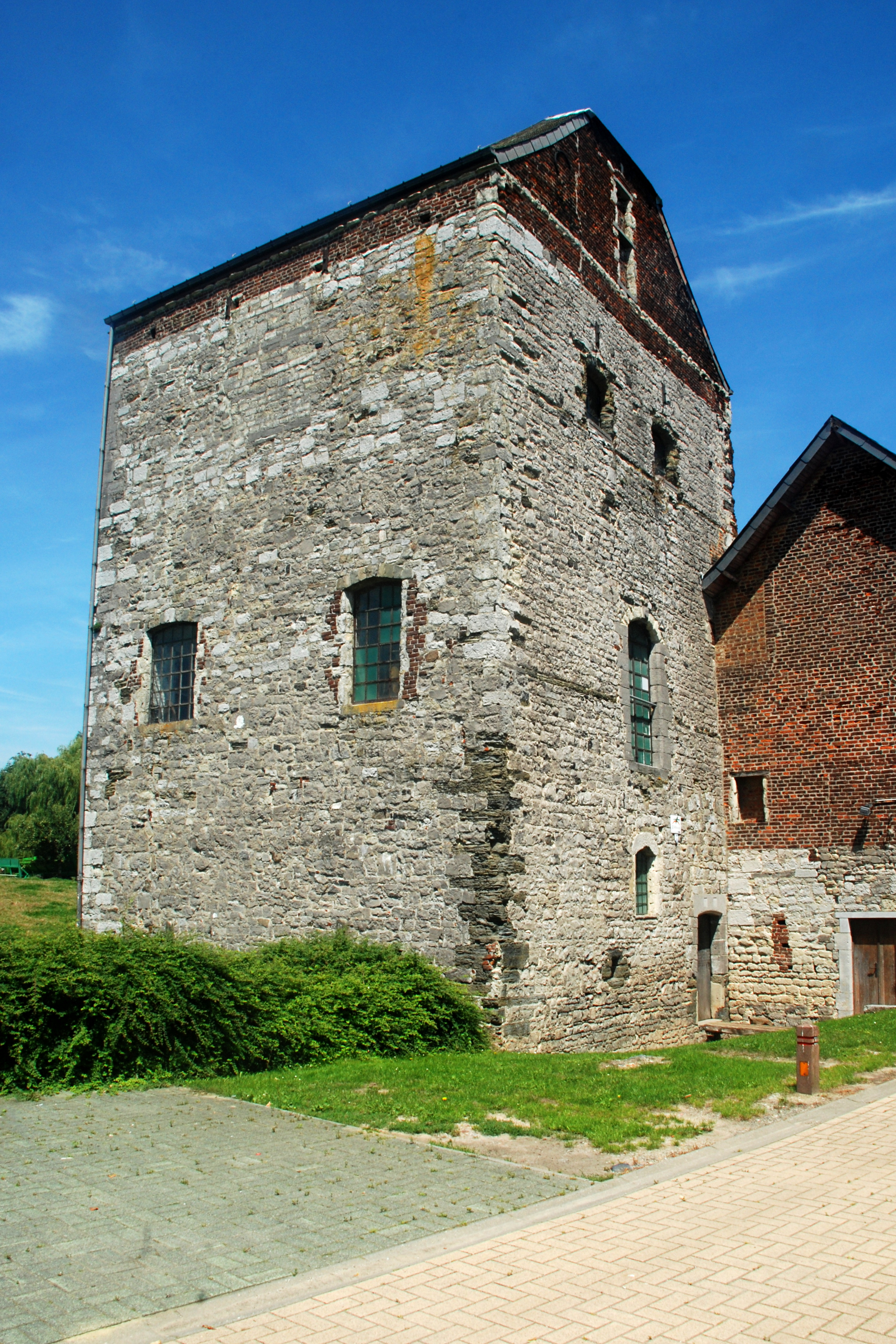
Donjon de Mellet.
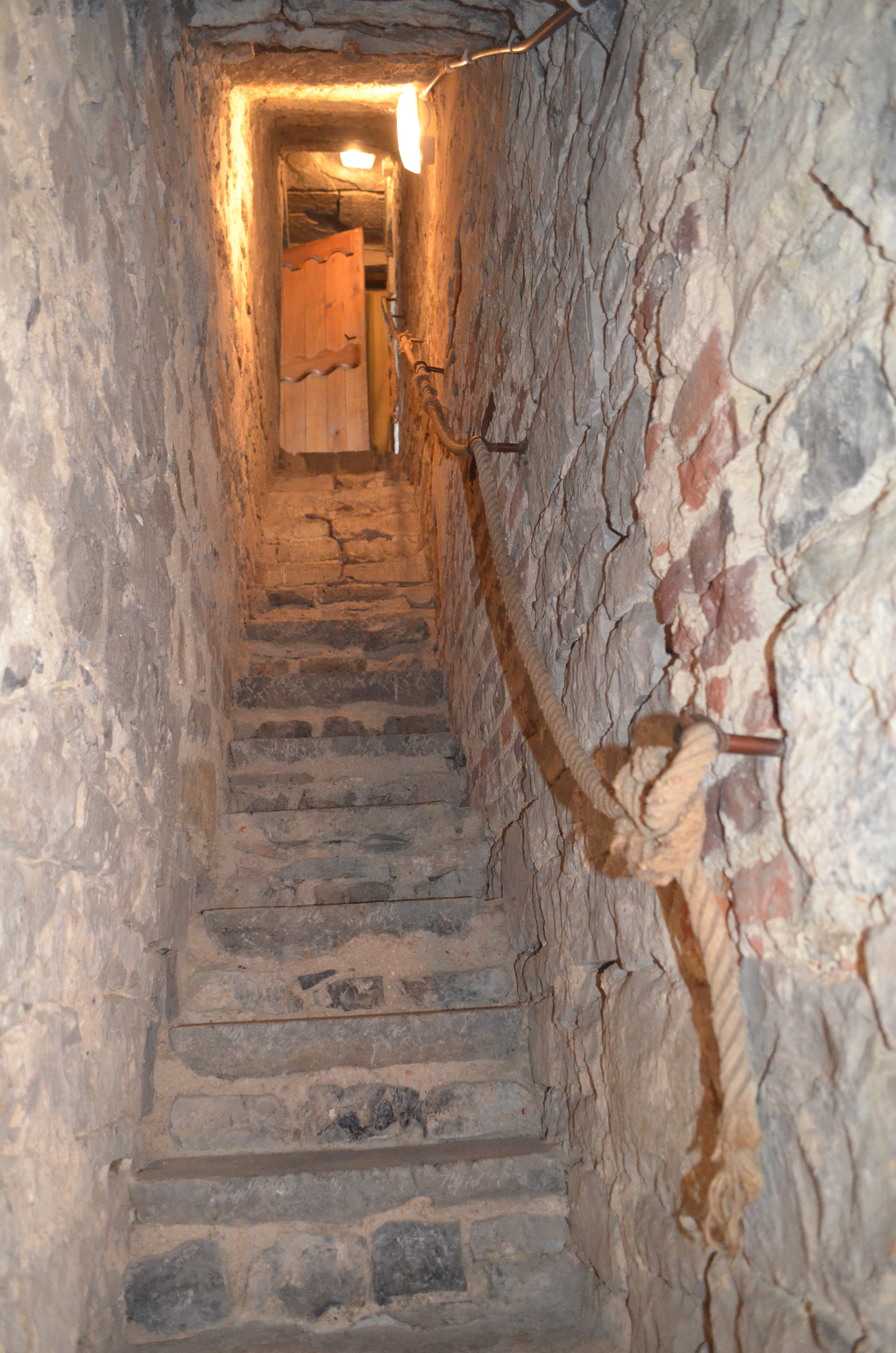
Escalier intramural du donjon.
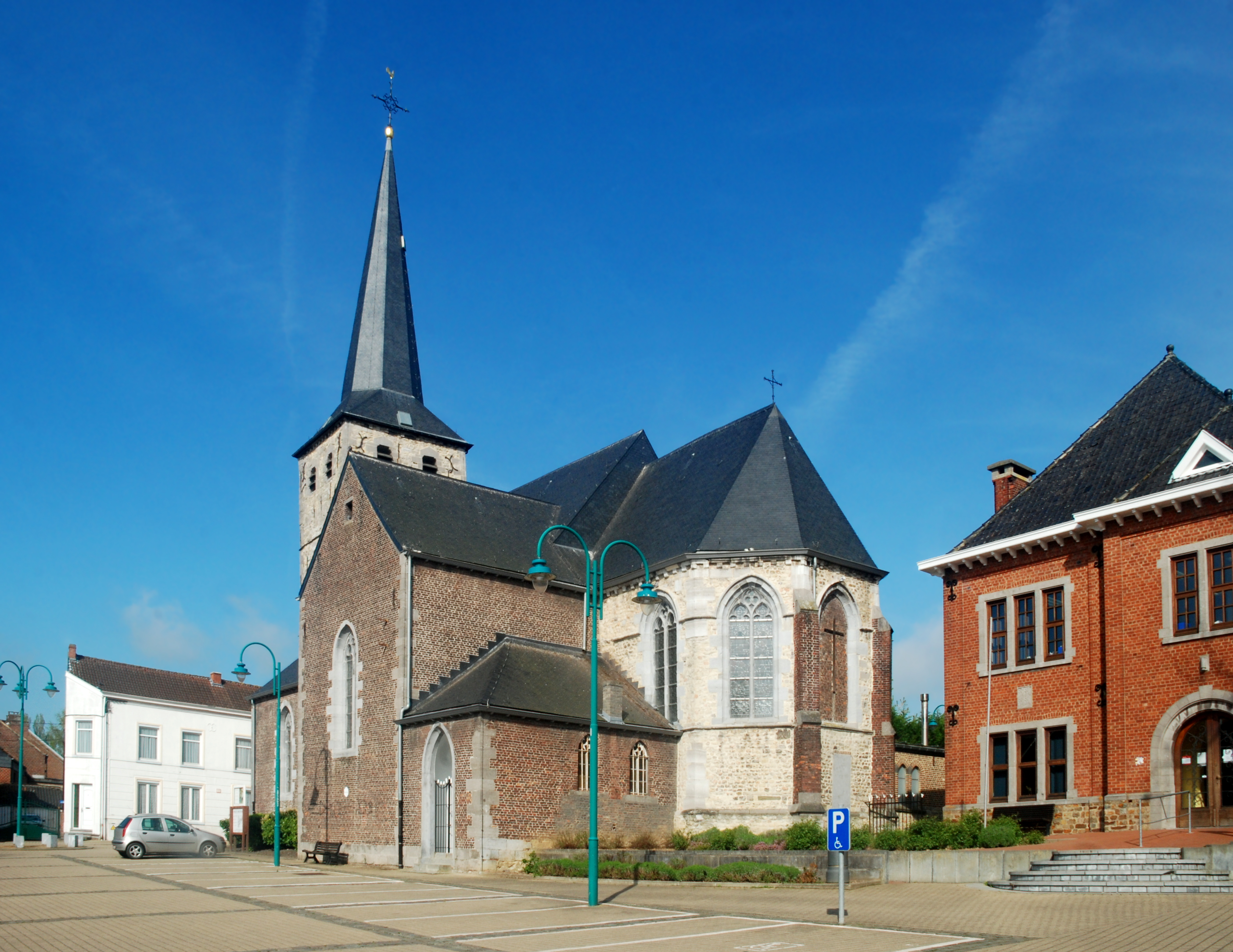
Église Saints-Martin-et-Mutien-Marie de Mellet.
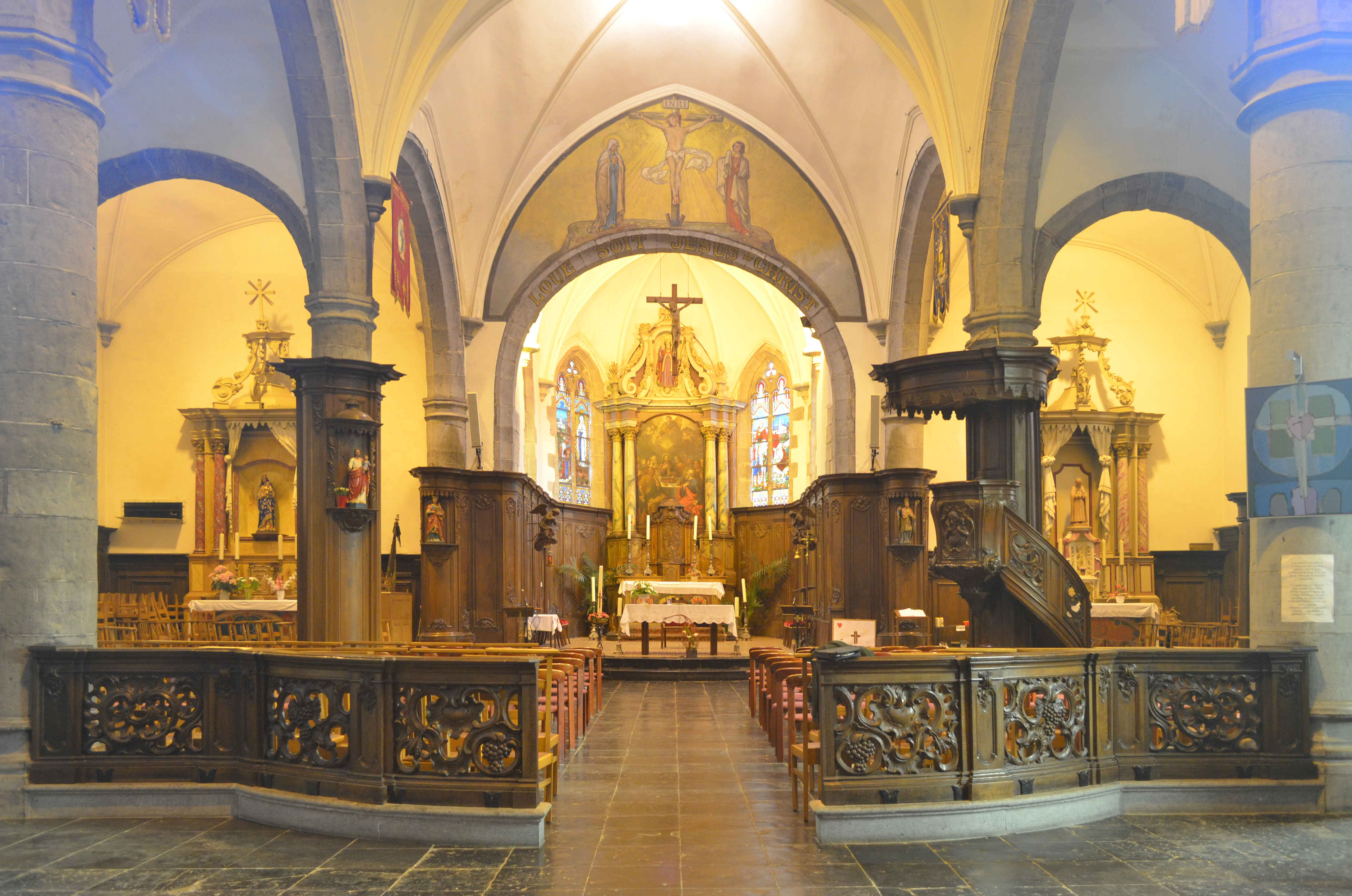
Nef de l'église Saints-Martin-et-Mutien-Marie.

## Vie du village
- Mellet dispose d'une école communale, l'école "Jacques Brel", séparée en deux pôles, chacun proposant un type d'enseignement différent[8].
  - Le premier pôle relève de l'enseignement maternel et est communément appelé école "Les Mirabelles".
  - Le second pôle relève de l'enseignement primaire et est, quant à lui, appelé "École du Vieux Château".
- Une ducasse a lieu chaque année au mois de septembre.
- Lors de la ducasse a lieu une compétition appelée le jogging des Carottes.
- Chaque année, vers la fin du mois d'avril, a lieu le traditionnel Grand Feu de Mellet, une tradition typiquement wallonne.

### Activités
- Le village possède une harmonie de musique, l'Harmonie Royale de Mellet[9], depuis 1893.
- Une troupe de théâtre donne régulièrement des représentations en wallon local, un mélange de wallon de Charleroi et de Nivelles.
- Un manège nommé Le Relais du Maitreya propose des cours d'équitation.
- Le village est également doté d'une unité scoute.
- Des matchs ont souvent lieu sur terrain de football de Mellet Sport.

## Économie

### Chemin de fer vicinal

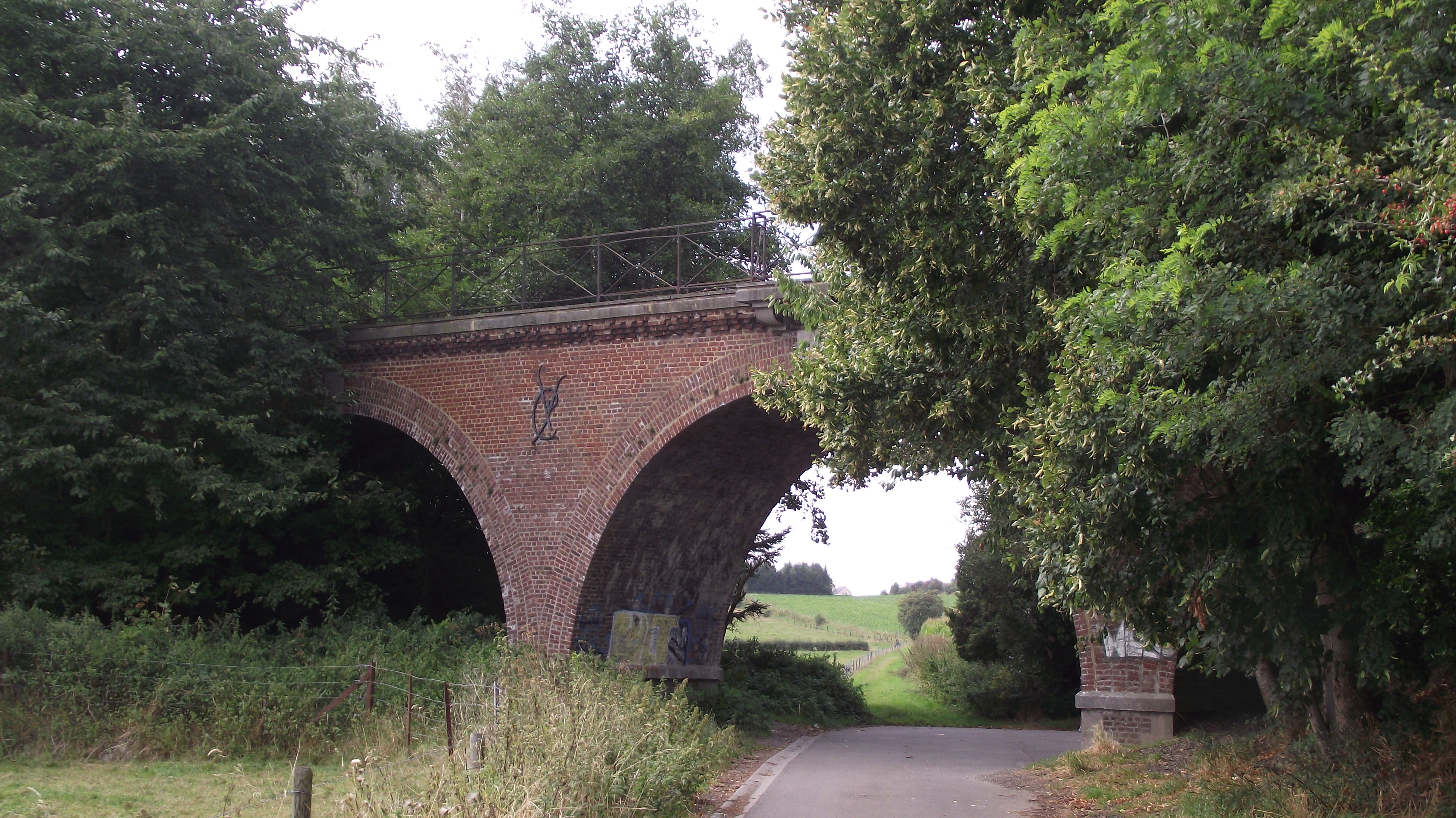
Pont de l'ancienne ligne du chemin de fer vicinal.

Mellet est situé sur l'ancienne ligne de chemin de fer vicinale reliant Incourt à Courcelles, jadis construite pour le transport de marchandises. Celle-ci fut ouverte le 17 octobre 1904 (jusqu'à Mellet le 11 juillet et jusqu'à Gosselies le 29 août). Le 3 juillet 1915, une liaison a été réalisée à Gosselies avec le réseau de tramway électrique de Charleroi. Le 30 avril 1932, la ligne allant jusqu'à Mellet est alors électrifiée et le village peut être atteint en prenant la ligne 60 depuis Charleroi. Les passagers pouvaient ensuite effectuer un changement à Mellet pour prendre le tramway à vapeur et, plus tard, le tramway à moteur en direction d'Incourt et de Jodoigne (voir ligne 324). La ligne vers l'ancienne province de Brabant a ensuite été fermée aux passagers le 31 août 1953 (elle avait déjà été réduite jusque Chastre le 30 septembre 1950) et au trafic de marchandises le 17 mars 1958. Le dernier tramway électrique en service date du 23 octobre 1957.
La seconde place du village, appelée Place du Terminus, tire son nom de cette ancienne ligne.

## Personnalité
- Saint Mutien-Marie (Louis-Joseph Wiaux) (1841-1917), un frère des Écoles chrétiennes, est né à Mellet.